# ممشى الواجهة البحرية في مليلية
باسيو ماريتيمو ، المعروف رسميًا باسم باسيو ماريتيمو ألكالدي فرانسيسكو مير بيرلانجا، هو شارع ساحلي يمتد على طول جزء كبير من ساحل مدينة مليلية الإسبانية . تُعد هذه المساحة الحضرية من أكثر مناطق المدينة تمثيلًا وارتيادًا، سواءً من قِبل السكان أو الزوار، حيث تجمع بين المناظر الطبيعية الخلابة والتحف الفنية والترفيهية. 

## تاريخ
يعود أصلها إلى siglo . ، عندما بدأت أولى أعمال التطوير العمراني للساحل الجنوبي وتسهيل الوصول إلى البحر. بمرور الوقت، خضعت المنطقة لتجديدات وتوسعات متنوعة، تكيفت مع احتياجات السكان، وحسّنت سهولة الوصول إليها وجمالياتها. في نهاية siglo استمر نحو مركز المدينة، بعد تشييد جسر فوق نهر الذهب ، مع قسم منه يحمل اسم رئيس البلدية رافائيل جينيل. في عام ٢٠٢٢، أُنجزت أعمال تجديد واسعة النطاق على الجانب الأيمن من الممشى، بين الحي الصناعي ومبنى مكتب البريد الجديد. شمل هذا المشروع، الذي بلغت تكلفته قرابة ٥٠٠ ألف يورو، إعادة رصف الطرق، وتحسين شبكات الصرف الصحي والكهرباء، وإزالة الحواجز المعمارية للأشخاص ذوي الإعاقة.

## صفات
يتميز الممشى باتساعه ونباتاته المزخرفة (أشجار النخيل بشكل رئيسي) ومناطق المشاة. وهو وجهة شهيرة للتنزه وممارسة الرياضة والأنشطة الخارجية. كما يُعد مثاليًا للمشي والاستمتاع بالمناظر البحرية والفنون العامة، ويوفر مساحةً للاسترخاء للسكان والزوار. وقد عزز التجديد الأخير سهولة الوصول إليه، مع إعطاء الأولوية لحركة المشاة والتكامل الحضري.   

## العناصر الفنية
على طول باسيو ماريتيمو يوجد العديد من المنحوتات والأعمال الفنية الحضرية التي تشكل جزءًا من التراث الثقافي لمليلية:

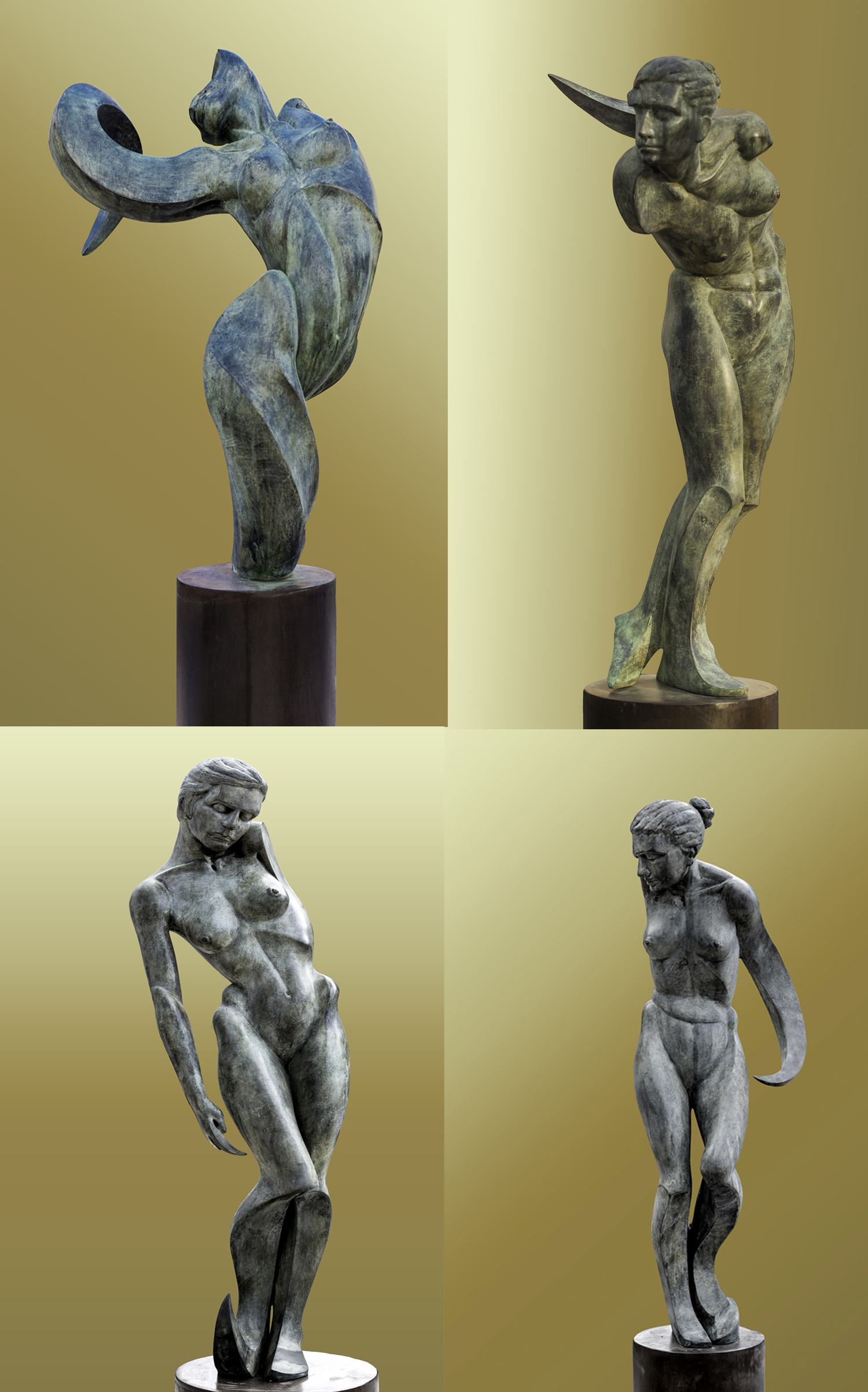
فينوس أروف

- فينوس أروف فينوسات عروف : منحوتة برونزية من عشر قطع من إبداع الفنان مصطفى عروف، ونُصبت عام ٢٠٠٢. تُمثل هذه المنحوتات شخصيات نسائية مستوحاة من الفن الكلاسيكي. رُممت ونُقلت عام ٢٠١٨ بعد إزالتها مؤقتًا عام ٢٠١٧. [5]
- لقاءات : تمثال ضخم يقع في ساحة مجلس أوروبا. افتُتح عام ١٩٩٧ إحياءً للذكرى المئوية الخامسة لتأسيس إسبانيا لمليلية. يتكون التمثال من تمثالين مصنوعين من فولاذ كورتن والبرونز، بارتفاع ١٠ و١٢ مترًا، من تصميم مصطفى عروف . [6] [7]

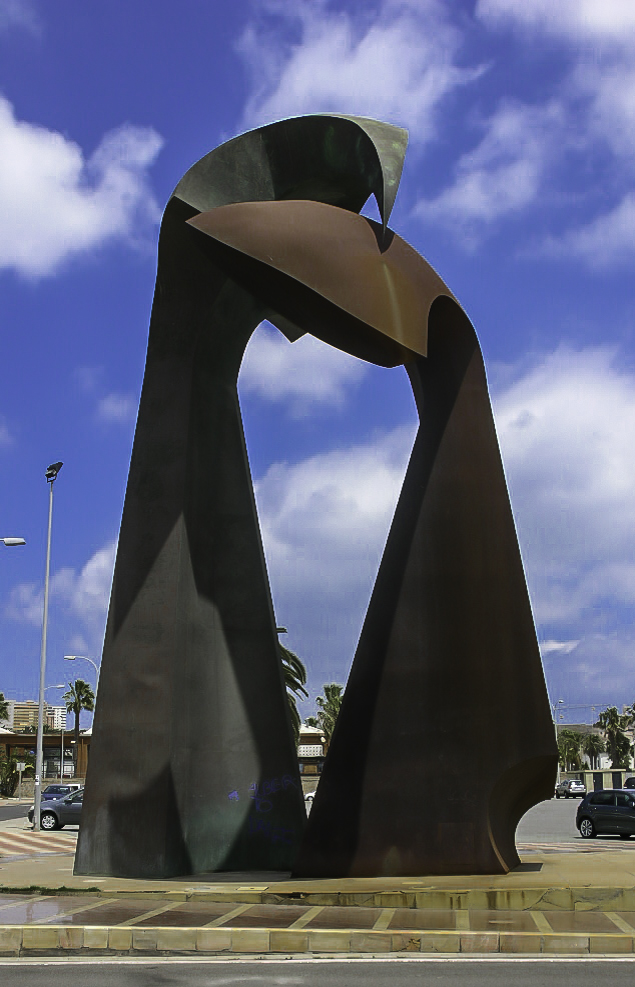
الاجتماعات

- جدارية للفنان فرناندو ميليفيو رينالدو : عمل من البلاط متعدد الألوان تم تركيبه على ممشى رئيس البلدية رافائيل جينيل، تم ترميمه مؤخرًا من قبل هيئة ميناء مليلية في عام 2024. [8]
- يعد برج توريس الخامس سنتيناريو أطول مبنى في المدينة، ويضم مؤسسات مختلفة، بما في ذلك المحاكم.

## المناطق المحيطة ونقاط الاهتمام
يتصل ممشى الواجهة البحرية بالعديد من البنى التحتية الرئيسية والمناطق ذات الأهمية في المدينة:
- النادي البحري الملكي في مليلية
- نوراي مارينا

- شاطئ سان لورينزو ، أحد الشواطئ الأكثر مركزية وشعبية في مليلية.
- شاطئ لوس كارابوس
- شاطئ هيبودروم
- شاطئ هيبيكا
- ممشى ساوث دايك

## ممشى بحري آخر في مليلية
تُعدّ المتنزهات جزءًا أساسيًا من التصميم الحضري. فهي متصلة ببعضها البعض، وتتيح استكشافًا مستمرًا لمعظم ساحل المدينة، سيرًا على الأقدام وبالدراجات الهوائية. وعلى طول الطريق، توجد مناطق استراحة ومساحات خضراء وإطلالات بحرية، مما يجعلها موردًا مثاليًا للتنقل اليومي والترفيه للسكان والزوار. 

### ممشى هوركاس كولوراداس
يقع هذا الممشى في شمال مليلية، على طول الساحل، ويمتد لمسافة كيلومترين تقريبًا. وهو من أكثر المناطق ارتيادًا، لا سيما لقربه من شاطئ هوركاس كولوراداس ، أحد أشهر شواطئ المدينة. يبلغ طول الشاطئ 400 متر وعرضه 40 مترًا، وقد حصل على العلم الأزرق عام 2015.
مؤخرًا، تم تعديل الممشى ليُستخدم للمشاة، مما يُعزز الأنشطة الخارجية ويُسهّل التباعد الاجتماعي. كما يُسهم هذا التحول في تحسين إمكانية الوصول إلى البيئة البحرية والاستمتاع بها. 